# الی برنارد
الی برنارد (انگلیسی: Ali Bernard؛ زادهٔ ۱۱ آوریل ۱۹۸۶) کشتی‌گیر اهل ایالات متحده آمریکا است.
او در بازی‌های المپیک تابستانی ۲۰۰۸ پکن به همراه تیم ایالات متحده در رشته آزاد شرکت کرد. همچنین در مسابقات قهرمانی کشتی جهان ۲۰۱۱ استانبول در وزن ۷۲ کیلوگرم فرنگی موفق به کسب مدال برنز شد.